# Bartholomäus Spranger

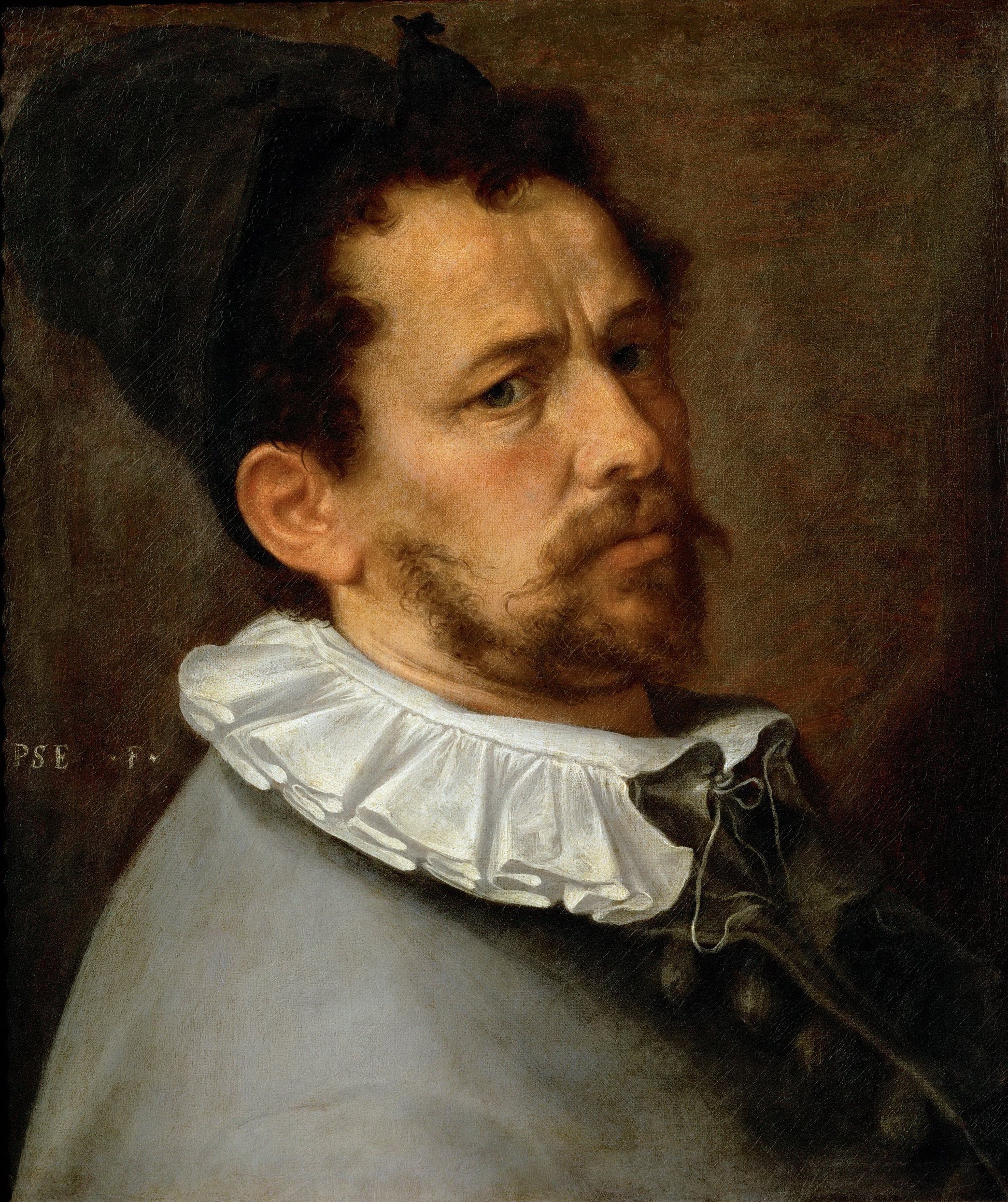
Selbstbildnis um 1580

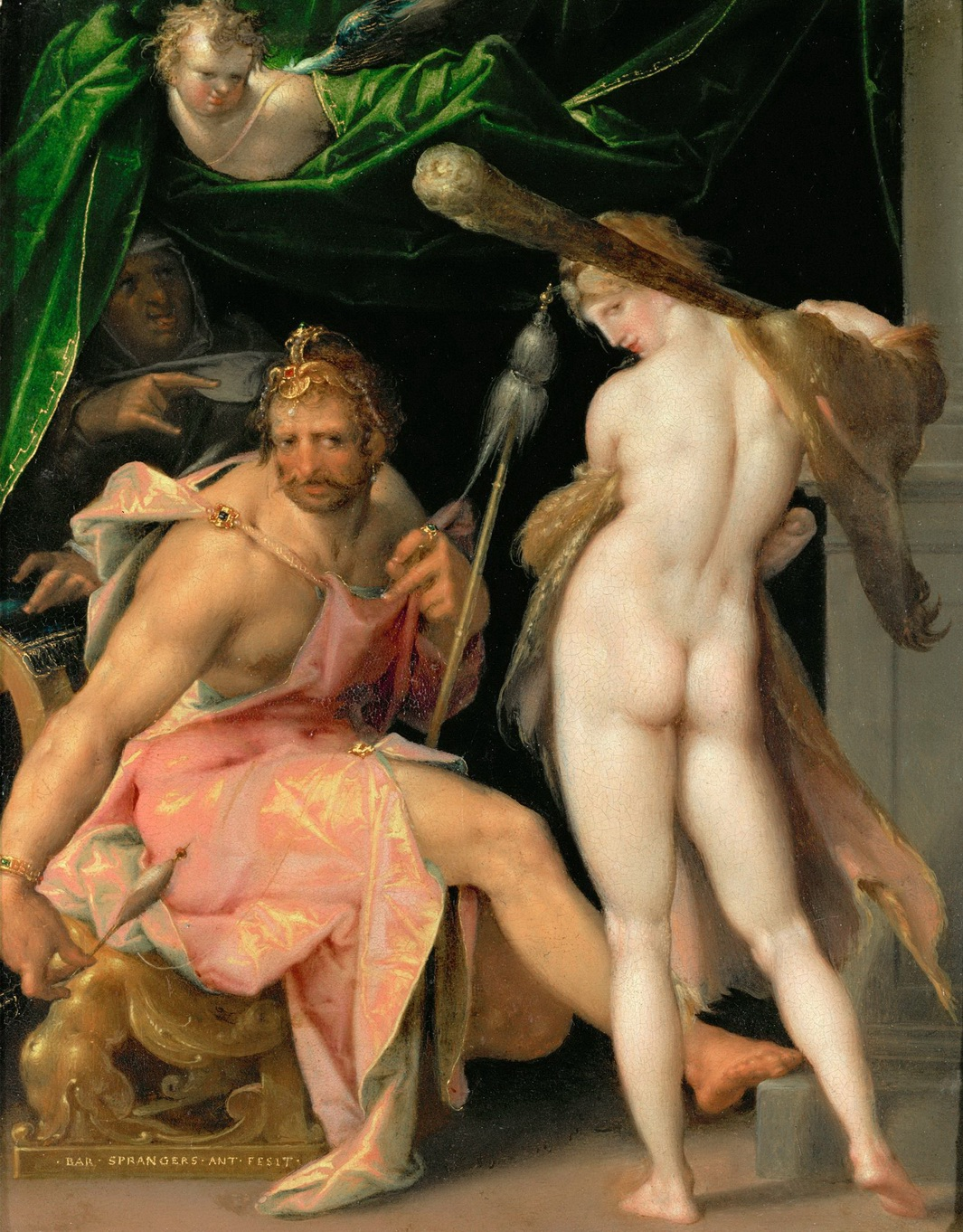
Herakles und Omphale

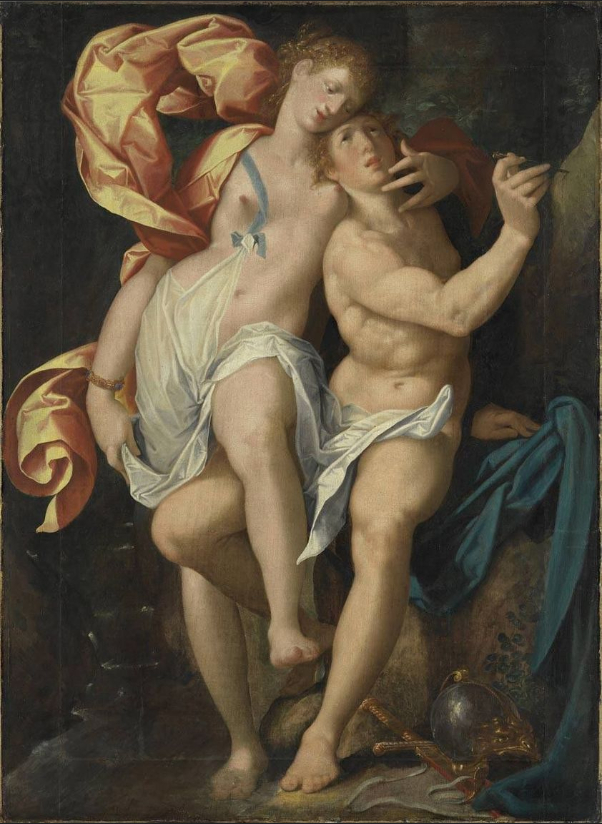
Angelica und Medor

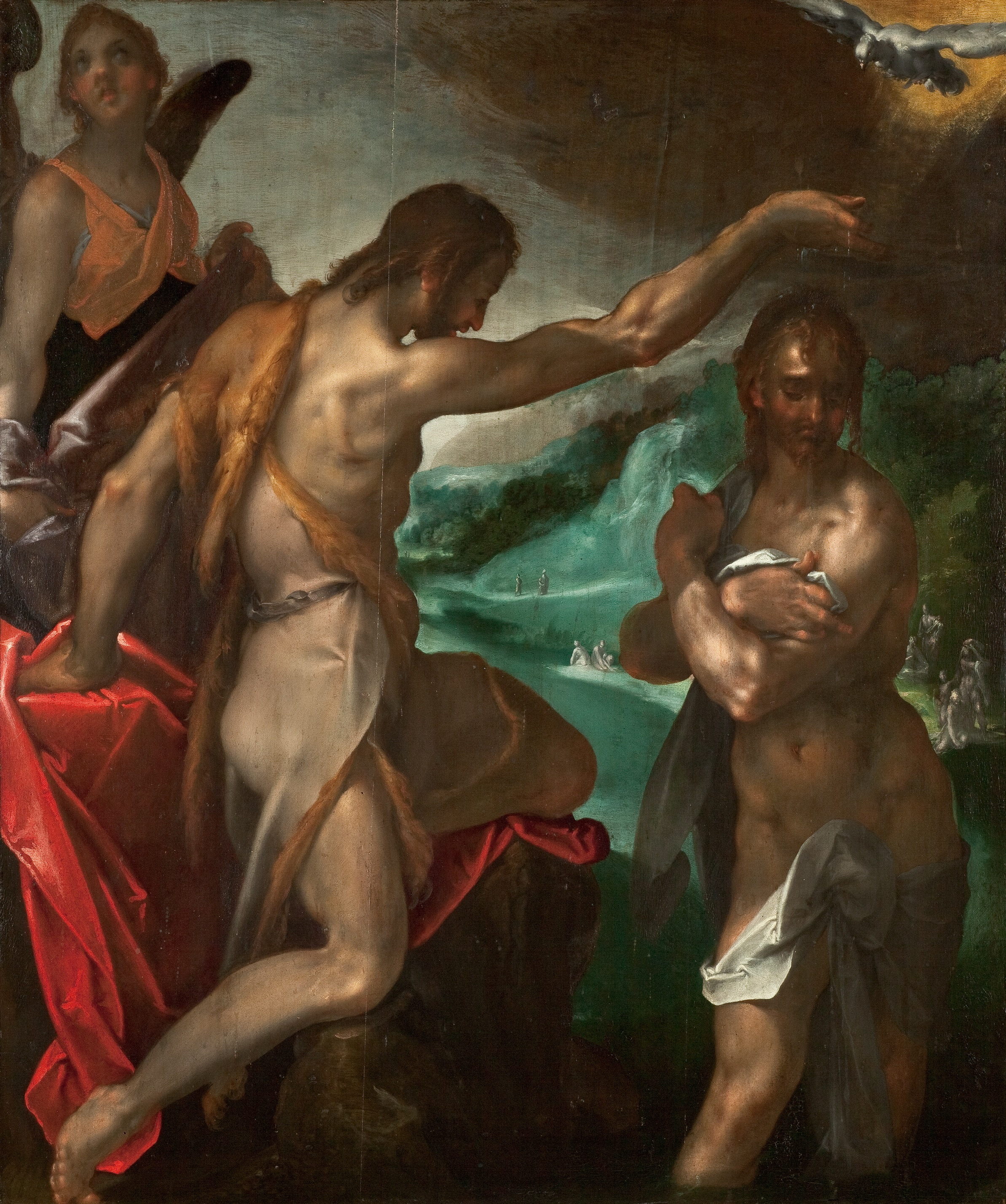
Die Taufe Christi im Jordan

Bartholomäus Spranger (* 21. März 1546 in Antwerpen, Herzogtum Brabant; † 27. Juni 1611 in Prag, Königreich Böhmen) war ein flämischer Maler, der zumeist in Prag lebte und arbeitete.

## Leben
Spranger gehörte zu den angesehensten Malern seiner Zeit. Schon als Kind zeigte sich seine malerische Begabung, und er lernte seit seinem elften Geburtstag unter anderem bei Jan Mandyn in Antwerpen und bei Cornelis van Dalem. Nach seiner Ausbildung begab er sich nach Paris und Lyon. 1565 traf er im damaligen Mekka der Malerei, in Italien, ein. Er arbeitete in Mailand, bei Bernardino Gatti in Parma und für Alessandro Farnese in Rom. Für diesen beteiligte er sich an der Gestaltung des Palazzo Farnese in Caprarola.
Auf Empfehlung war er 1570 bis 1572 als päpstlicher Maler bei Pius V. tätig. Auf dessen Veranlassung malte er Passionsbilder sowie eine Kopie des Jüngsten Gerichts von Michelangelo. Nach dem Tod des Papstes arbeitete er für römische Kirchen und ging – bereits als künstlerische Persönlichkeit – 1575 auf Empfehlung von Giovanni Bologna an den Hof des Kaisers Maximilian II. nach Wien. Nach dessen Tod 1576 bewarb er sich erfolgreich beim Nachfolger Rudolf II., mit dem er in der Folge auf freundschaftlichem Fuß stand und der ihn sehr schätzte. 1580 siedelte er nach Prag um. Hier knüpfte er Kontakte zu zahlreichen damaligen Größen der Kunst, unter anderem zu Adrian de Vries, Hans von Aachen und Giuseppe Arcimboldo. Spranger war nicht nur für den Hof tätig, sondern erhielt auch Aufträge von einflussreichen Persönlichkeiten.
1582 heiratete Spranger, ging kurz darauf nach Wien. Nach der Rückkehr erhielt er 1584 ein eigenes Wappen. 1595 wurde in den Adelsstand erhoben. 1602 besuchte er als wohlhabender Mann die Niederlande, wo er Verwandte hatte, und triumphal gefeiert wurde. Karel van Mander bescheinigte ihm in seiner kunsttheoretischen Schrift „Schilder-Boeck“, es habe von Anfang an apellische Grazie in seinen Bildern gewaltet. Zurück in Prag, erhielt er neue, immer schwierigere Aufgaben, die er mit neuen Techniken löste. Durch den steten Wechsel der Künstler auf der Prager Burg lernte er neue Trends kennen und ließ sich für den frühbarocken Stil begeistern. Der berühmteste Kupferstecher seiner Zeit, Hendrick Goltzius, wählte vielfach Gemälde Sprangers als Vorlagen und war ihm auch als Maler stilistisch verbunden. Spranger vermittelte zusammen mit Frans Floris den italienischen Manierismus nach Nordeuropa und war ein Wegbereiter für die Barockmalerei, insbesondere seines flämischen Landsmannes Peter Paul Rubens.

## Werke
(unvollständig)
- Selbstbildnis (Kunsthistorisches Museum Wien Gemäldegalerie), um 1580/1585, 62,5 × 45 cm, Öl auf Leinwand
- Herakles und Omphale (Kunsthistorisches Museum Wien, Gemäldegalerie), um 1585, 24 × 19 cm
- Epitaph des Prager Goldschmieds Nikolaus Müller (Nationalmuseum Prag), um 1600, 240 × 160 cm, Öl auf Leinwand
- Angelica und Medor (München, Alte Pinakothek), um 1600, 108 × 80 cm, Öl auf Leinwand
- Die Taufe Christi im Jordan (Nationalmuseum Breslau, VIII-2252), 1603, 102 × 88 cm, Öl auf Lindenholz. Das Gemälde befand sich bis 1945 in der Dreifaltigkeitskirche in Rothsürben.[4]
- Mars, Venus und Amor (Inv. 67) sowie Venus, Bacchus und Ceres (Inv. 68), beide in Öl auf Leinwand in der Alten Galerie des Universalmuseums Joanneum – Schloss Eggenberg. Beide entstanden im Auftrag Rudolfs II. in Prag.